# 3'-ヒドロキシ-N-メチル-(S)-コクラウリン 4'-O-メチルトランスフェラーゼ
3'-ヒドロキシ-N-メチル-(S)-コクラウリン 4'-O-メチルトランスフェラーゼ(3'-hydroxy-N-methyl-(S)-coclaurine 4'-O-methyltransferase、EC 2.1.1.116)は、以下の化学反応を触媒する酵素である。
S-アデノシル-L-メチオニン + 3'-ヒドロキシ-N-メチル-(S)-コクラウリン{\displaystyle \rightleftharpoons }S-アデノシル-L-ホモシステイン + (S)-レチクリン
従って、この酵素の2つの基質はS-アデノシル-L-メチオニンと3'-ヒドロキシ-N-メチル-(S)-コクラウリン、2つの生成物はS-アデノシル-L-ホモシステインと(S)-レチクリンである。
この酵素は、転移酵素、特に1炭素基を転移させるメチルトランスフェラーゼのファミリーに属する。系統名は、S-アデノシル-L-メチオニン:3'-ヒドロキシ-N-メチル-(S)-コクラウリン 4'-O-メチルトランスフェラーゼ(S-adenosyl-L-methionine:3'-hydroxy-N-methyl-(S)-coclaurine 4'-O-methyltransferase.)である。この酵素は、アルカロイド生合成に関与している。